# Asteria Regio
Pour les articles homonymes, voir Astéria.
Asteria Regio est une région homogène située sur Vénus dans le quadrangle d'Hecate Chasma. Elle a été nommée en référence à Astéria, Titanide grecque.